# 潘敏求
潘敏求（1941年10月—），男，汉族，湖南浏阳人，中国中医学家，湖南省中医药研究院附属医院主任医师，教授，博士生导师。第四届国医大师。